# 社郵便局
社郵便局（やしろゆうびんきょく）
- 兵庫県加東市にある郵便局。本記事にて記述する。

社簡易郵便局（やしろかんいゆうびんきょく）
- 長野県諏訪郡下諏訪町にある簡易郵便局。局番号は11691。

社郵便局（やしろゆうびんきょく）は兵庫県加東市にある郵便局。民営化前の分類では集配普通郵便局であった。

## 概要
住所：〒673-1499 兵庫県加東市社若ヶ谷1738-67

## 沿革
- 1872年（明治5年）旧7月 - 社郵便取扱所として開設[1]。
- 1875年（明治8年）1月1日 - 社郵便局（五等）となる。
- 1880年（明治13年） - 社村郵便局に改称。
- 1881年（明治14年）9月 - 貯金取扱を開始。
- 1882年（明治15年） - 為替取扱を開始。
- 1885年（明治18年） - 社郵便局に改称。
- 1895年（明治28年）3月16日 - 社郵便電信局となる。
- 1903年（明治36年）4月1日 - 通信官署官制の施行に伴い社郵便局となる。
- 1956年（昭和31年）9月16日 - 三草簡易郵便局の廃止に伴い、取扱事務を承継[2]。
- 1967年（昭和42年）4月1日 - 大門郵便局から集配業務を移管。
- 1967年（昭和42年）9月1日 - 特定郵便局から普通郵便局に局種別改定。
- 1968年（昭和43年）1月14日 - 電話交換、和文電報配達、欧文電報受付・配達、国際電報受付・配達の各業務を、社電報電話局に移管。
- 2000年（平成12年）8月14日 - 外国通貨の両替および旅行小切手の売買に関する業務取扱を開始。
- 2007年（平成19年）10月1日 - 民営化に伴い、併設された郵便事業社支店に一部業務を移管。
- 2012年（平成24年）10月1日 - 日本郵便株式会社発足に伴い、郵便事業社支店を社郵便局に統合。

## 取扱内容
- 郵便、印紙、ゆうパック、内容証明
- 貯金、為替、振替、振込、国際送金、国債、投資信託
- 生命保険、バイク自賠責保険、自動車保険
- 地方公共団体事務（兵庫県住宅再建共済基金利用申込取次事務）
- ゆうちょ銀行ATM
- 「673-14xx」区域（加東市（旧社町域））の集配業務
- ゆうゆう窓口

## 周辺
- 加東市役所
- 加東市民病院
- 兵庫県立社高等学校
- 兵庫教育大学附属小学校
- 兵庫教育大学附属中学校
- 加東市立社中学校
- 加東市立中央図書館
- 社中央公園
- 国道175号
- 国道372号

## アクセス
- 神姫バス 社郵便局前停留所下車
- 中国自動車道 滝野社ICから南東へ約2.2km
- 駐車場あり：5台